# گرده‌افشانی وزوزی

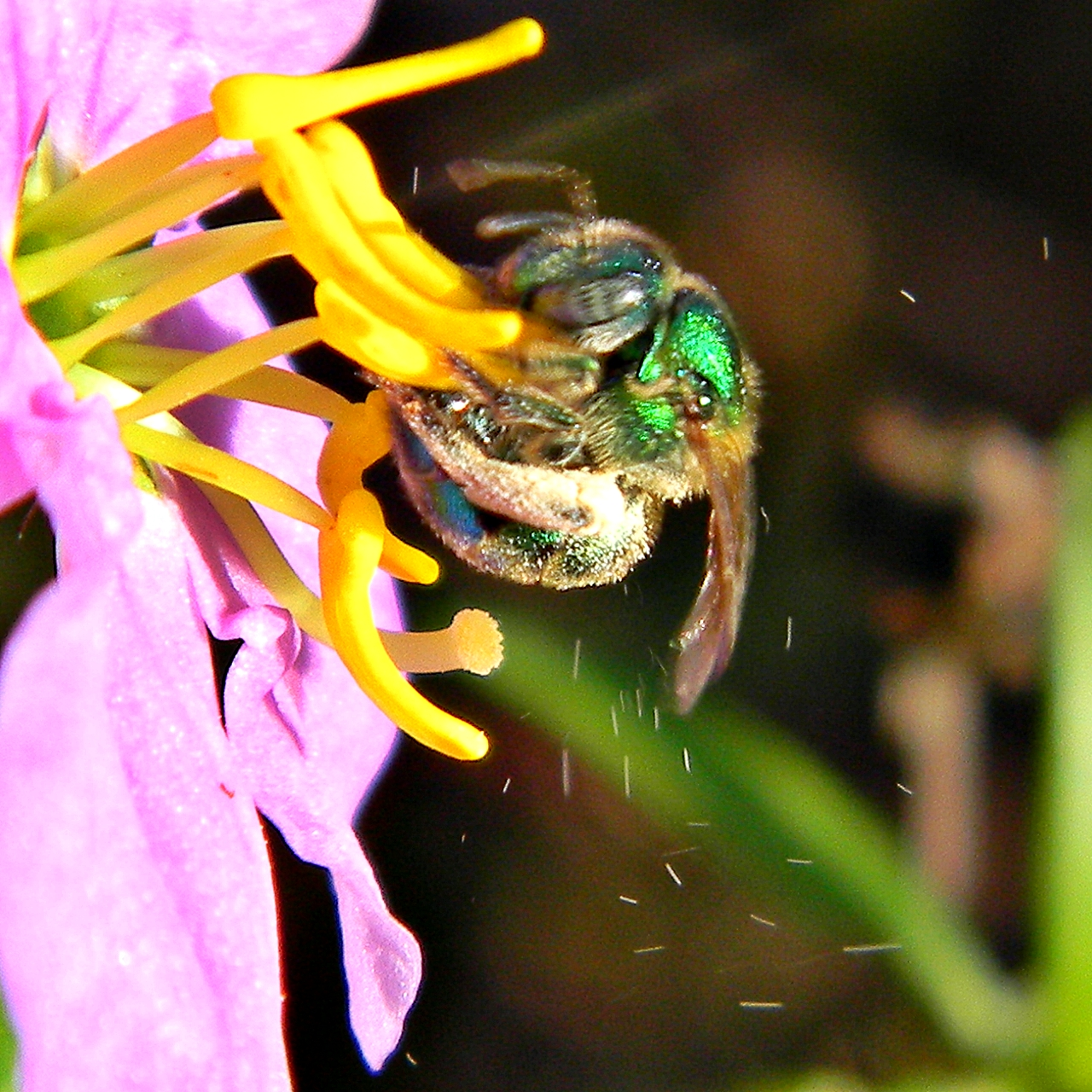
زنبوری در حال گرده‌افشانی وزوزی

گرده‌افشانی وزوزی یا نوان (به انگلیسی: Buzz pollination) تکنیکی است که توسط برخی زنبورها مانند زنبورهای منفرد (Andrena carantonica) برای آزادسازی گرده‌هایی که کم و بیش محکم توسط بساک‌ها نگه‌داشته می‌شود، استفاده می‌شود. بساک‌های گونه‌های گیاهی که گرده‌افشانی وزوزی دارند معمولاً لوله‌ای هستند و تنها یک انتهای آن دهانه دارد و گرده درون آن گردی نرم و به‌هم‌چَسبیده است. با گیاهانی که خودباروری دارند مانند گوجه فرنگی، باد ممکن است برای تکان دادن گرده از طریق منافذ موجود در بساک و انجام گرده‌افشانی کافی باشد. بازدید زنبورهای عسل ممکن است باعث تکاندن برخی از گرده‌ها شود، اما گرده افشانی کارآمدتر آن گیاهان توسط چند گونه حشره انجام می‌شود که متخصص در گرده‌افشانی وزوزی هستند.
به منظور آزادسازی گرده، زنبورهای منفرد می‌توانند به گل چنگ بزنند و عضلات پرواز خود را به سرعت حرکت دهند و سبب لرزش گل و بساک شوند و گرده از آن جدا شود. گرده‌افشانی شامل ارتعاشات، گرده‌افشانی وزوزی نامیده می‌شود. زنبورهای عسل نمی‌توانند گرده‌افشانی وزوزی را انجام دهند.حدود ۹٪ از گل‌های جهان با استفاده از گرده‌افشانی وزوزی گرده‌افشانی می‌شوند.

## ریخت‌شناسی گل

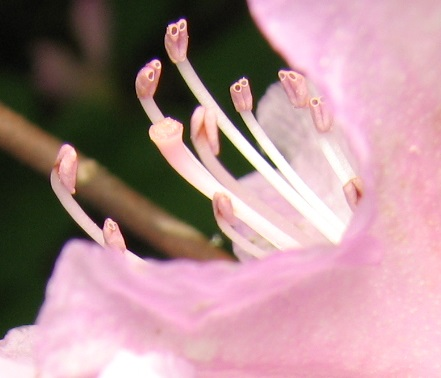
بساک‌های منفذی آزالیا

گیاهانی که به گرده‌افشانی وزوزیی متکی هستند، در مقایسه با دیگر فلورها شکل بساک منحصر به فردی دارند. در گیاهان گرده‌افشانی وزوزی، این روند تنها در صورتی اتفاق می‌افتد که گرده‌افشان‌ها از گلها برای استخراج گرده بازدید کنند. تنها چند گونه حشره توانایی گرده‌افشانی این گیاهان را دارند. ریخت‌شناسی گل گیاهان گرده‌افشانی‌شده با وزوز از دیگر فلورهایی که از این نوع گرده‌افشانی استفاده نمی‌کنند متفاوت است. بساک‌ها بجز منافذ کوچک در بالا کاملاً مهر و موم شده‌اند یا شکاف‌های بسیار کوچکی دارند که در امتداد کناره‌ها باز می‌شوند. منافذ و شکاف‌ها به اندازه کافی کوچک هستند که حشرات نمی‌توانند به راحتی وارد بساک شوند، اما گرده‌های به اندازه کافی بزرگ می‌توانند خارج شوند. به دلیل این شکل، اغلب از آنها به عنوان بساک‌های منفذی یا روزن‌گشا اشاره می‌شود. این بساک‌های منفذی تنها در صورت ارتعاش در یک فرکانس خاص توانایی آزادسازی گرده را دارند. کلاله‌های این گل‌ها اغلب در زیر بساک‌ها قرار دارند. این می‌تواند یک استراتژی فرگشتی برای جلوگیری از خودباروری باشد، با ایجاد فاصله بین کلاله‌ها.

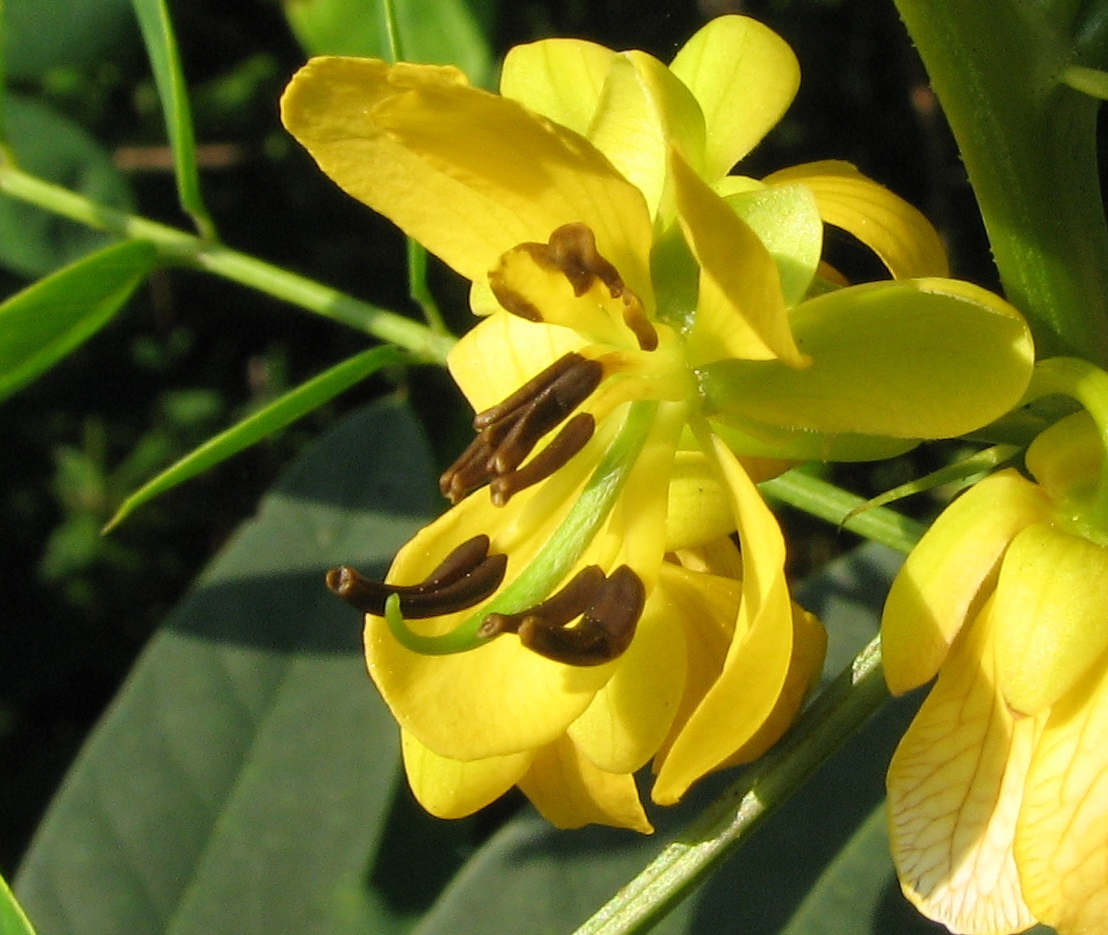
بساک‌های منفذی گیاه سنا

## گیاهان گرده‌افشانی توسط گرده‌افشانی وزوزی
گیاهان زیر به‌طور مؤثر با گرده‌افشانی وزوزی گرده‌افشانی می‌شوند:
- همه dodecatheon (ستاره‌های دنباله‌دار)
- heliamphora
- بسیاری از اعضای خانواده بادنجانیان
  - بیشتر گونه‌های جنس بادنجان
    - بادنجان
    - سیب‌زمینی
    - گوجه‌فرنگی
    - Solanum cinereum، بوته ای استرالیایی

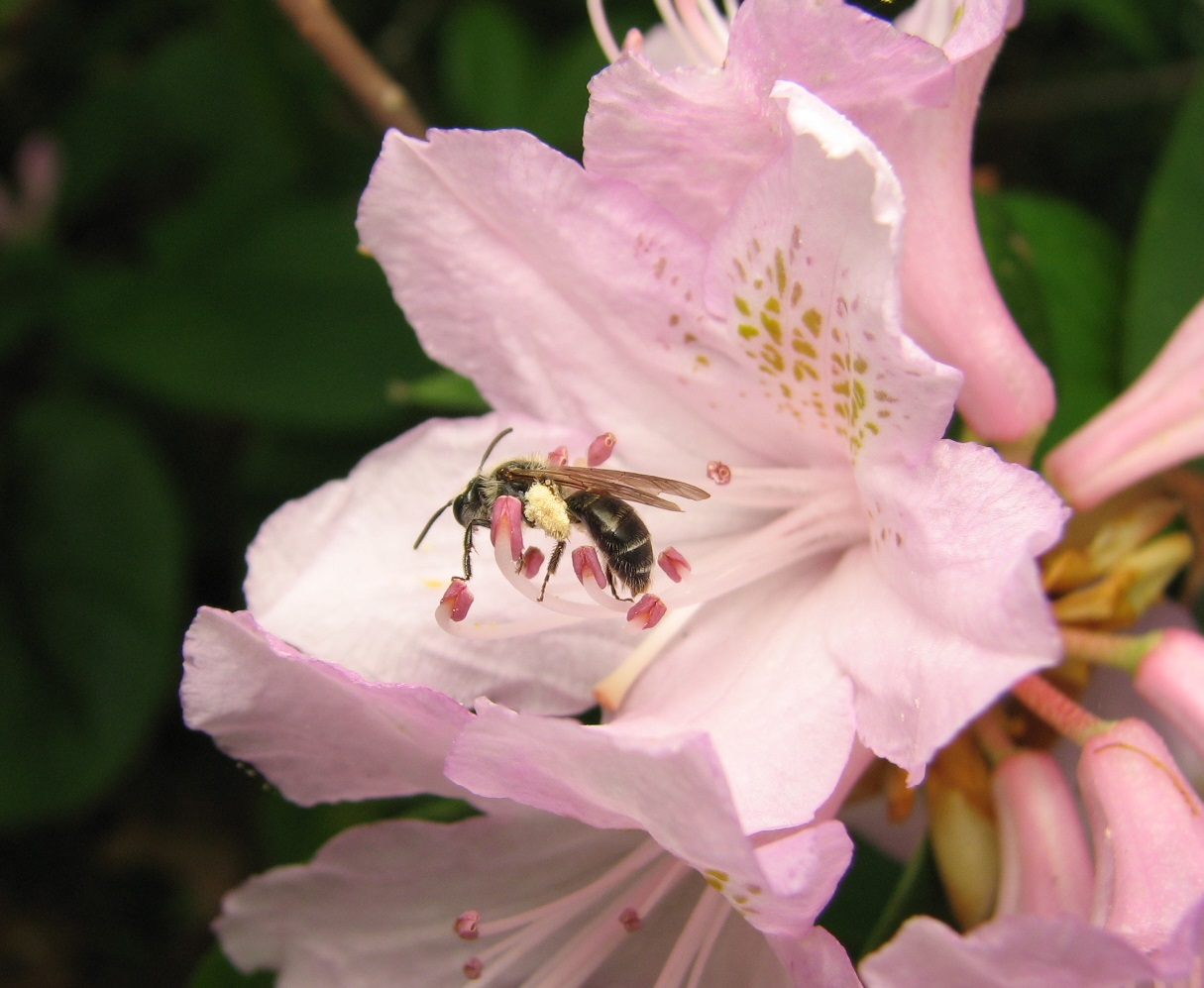
آندرنا کرنلی مشغول انجام گرده‌افشانی آزالیا

- هیبرسیا (گل گینه)
- دیانلا
  - بسیاری از اعضای خلنگیان
  - برخی از اعضای سرده خرزه هندی
  - برخی از اعضای سرده سیاه‌گیله
    - زغال‌اخته آبی
    - توت خرس
    - انگور خرس
- برخی از باقلاییان
  - سنا

## نمونه‌هایی از گونه‌های زنبور گرده‌افشانی وزوزی
- زنبور مخملی
- زنبور درودگر frontalis
- euglossa
- melipona
- protandrena
- nomia
- oxea